# عبد الكريم مغربي
عبد الكريم علي مغربي مواليد 7 أبريل 2002، هو لاعب كرة قدم سعودي يلعب حالياً لنادي نجران كلاعب وسط.

## مسيرة اللاعب
لعب في نادي الاتحاد ونادي هجر ونادي جدة ونادي نجران.